# 帕爾梅托 (喬治亞州)
帕爾梅托（英語：Palmetto）是一個位於美國喬治亞州考維塔縣和富爾頓縣的城市。

## 地理
帕爾梅托的座標為33°31′16″N 84°40′04″W / 33.52111°N 84.66778°W，而該地的平均海拔高度為311米（即1020英尺）。

## 人口
根據2010年美國人口普查的數據，帕爾梅托的面積為30.00平方千米，當中陸地面積為29.50平方千米，而水域面積為0.50平方千米。當地共有人口4488人，而人口密度為每平方千米149人。